# Himeri de Prusa
Himeri de Prusa (en grec antic: Ἱμέριος, llatí: Himerius; vers 315-386) va ser un important sofista grec de Prusa (Bitínia), fill d'Amínies, que també fou un retòric de cert renom.

## Vida
Es va educar a casa seva i després va anar a Atenes per completar estudis. Es creu que fou deixeble de Proeresi del que després en va ser rival. Va viatjar per la part oriental de l'Imperi i va visitar Constantinoble, Nicomèdia, Lacedemònia, Tessalònica, Filips i altres llocs retornant després a Atenes on es va establir definitivament i va exercir com a mestre de retòrica, primer privadament i després a sou de l'estat.
Va adquirir alta reputació i els més distingits personatges van passar per la seva escola, com Gregori de Nazianz. El mateix emperador Julià l'Apòstata el va convidar a la seva cort a Antioquia el 362 i el va fer el seu secretari. L'emperador va morir el 363, per tant Himeri va perdre el seu lloc a la cort, però no va tornar a Atenes fins a la mort del seu rival Proeresi el 368, i llavors va seguir amb les seves classes d'oratòria. Va viure fins edat avançada i als darrers anys va veure la mort del seu fill Rufí, i ell mateix es va quedar cec. Segons diu la Suda, va morir d'un atac d'epilèpsia. Es va mantenir pagà fins a la seva mort.

## Obra
Va escriure diverses obres de les que només alguna s'ha conservat. Foci esmenta 71 discursos però se'n conserven només 24 sencers,més 36 extractats de discursos i 11 fragments d'escrits.
Himeri prenia com a model per als seus discursos el retòric Publi Eli Aristides. Alguns dels discursos van ser pronunciats en ocasions assenyalades com el matrimoni de Sever o per la mort del seu fill Rufí. D'altres només s'havien escrit com a exercici o per a la mateixa exhibició d'oratòria. N'hi ha que narren esdeveniments de l'època i, per tant, tenen valor històric.
El seu estil es qualifica de fosc, sobrecarregat d'expressions figuratives i al·legòriques, mesclat amb expressions poètiques.
No es va fer una edició completa de totes les seves obres conservades fins a les darreries del segle xviii. Anteriorment només se n'havien publicat cinc discursos, una edició de Fabricius, i una altra de Majus (Giessen, 1719). G. Wernsdorf va preparar una col·lecció completa, amb comentari i introducció, publicada a Gotinga (1790). Més endavant es va trobar un nou fragment i es va publicar dins laAnecdota graeca de Boissonade.